# TSV Unterhaching

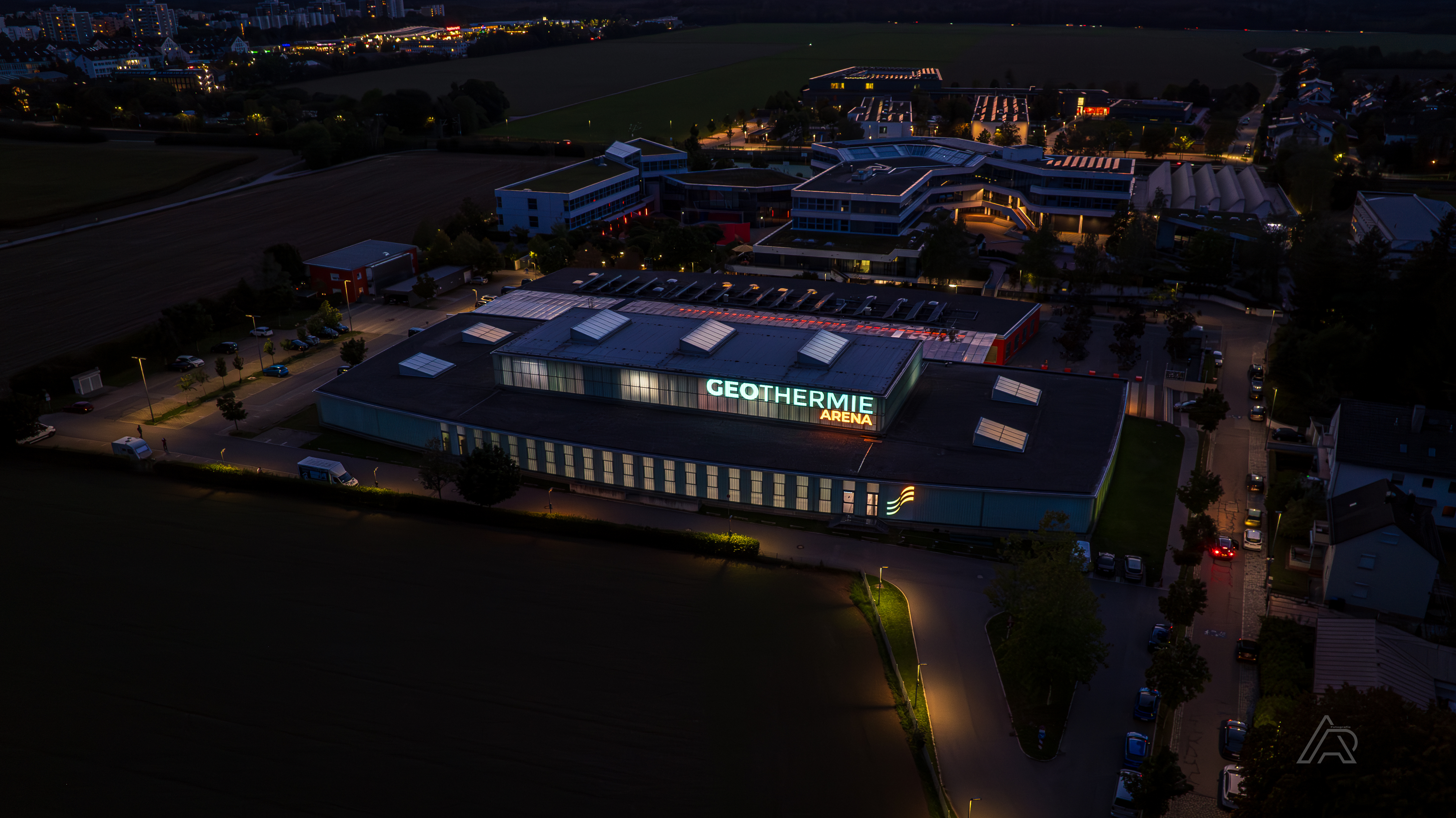
Luftbild Geothermie Arena

Der TSV Unterhaching 1910 e. V. ist ein Sportverein aus Bayern. Bekannt ist der Verein durch seine Volleyball-Männer, die in der Bundesliga spielen. In weiteren Abteilungen werden Aikidō, Baseball, Basketball, Bergsport, Breitensport, Damengymnastik, Skischule, Gesundheitssport, Handball, Judo, Jogging, Karate, Leichtathletik, Seniorensport, Tanzsport, Tennis, Tischtennis und Turnen angeboten.

## Volleyball Männer
Seit der Saison 2021/22 gibt es eine Kooperation mit dem TSV 1860 München und das Männer-Team geht als TSV Haching München an den Start.

### Team
Der Kader für die Saison 2025/26 besteht aus folgenden Spielern:
| Name          | Nr. | Nation      | Größe  | Geburtsdatum  | Position | im Verein seit | Vertrag bis |
| ------------- | --- | ----------- | ------ | ------------- | -------- | -------------- | ----------- |
| Matti Burmann |     | Deutschland | 1,98 m | 23. Apr. 2007 | Z        | 2024           | 2026        |
| Mark Gumenjuk | 13  | Deutschland | 1,96 m | 24. Jan. 2000 | MB       | 2022           | 2026        |
| Iven Ferch    |     | Deutschland | 2,08 m | 18. Sep. 1997 | MB       | 2025           | 2026        |
| Fritz Ferchen |     | Deutschland |        | 1. Jan. 2008  | MB       | 2025           | 2026        |
| Eric Paduretu | 17  | Deutschland | 1,81 m | 20. Sep. 1999 | Z        |                | 2026        |

Positionen: AA = Annahme/Außen, D = Diagonal, L = Libero, MB = Mittelblock, Z = Zuspiel, U = Universal
| Neuzugänge 2025 | Neuzugänge 2025    | Abgänge 2025      | Abgänge 2025          |
| Spieler         | bisheriger Verein  | Spieler           | neuer Verein          |
| --------------- | ------------------ | ----------------- | --------------------- |
| Iven Ferch      | ASV Dachau         | Tieme de Jong     | EnergyTime Campobasso |
| Fritz Ferchen   | VC Olympia München | Lars Ekeland      | PDK Huizen            |
|                 |                    | George Hobern     | unbekannt             |
|                 |                    | AJ Lewis          | OK Metalac Takovo     |
|                 |                    | Austin Matautia   | unbekannt             |
|                 |                    | Matthew Passalent | OK Metalac Takovo     |
|                 |                    | Sebastian Rösler  | Visakha VC            |

Cheftrainer ist seit 2021 der Rumäne Mircea Dudas. Seine Assistenten sind der Tscheche Stanislav Pochop und der Bosnier Adis Katanovic.

### Bundesliga

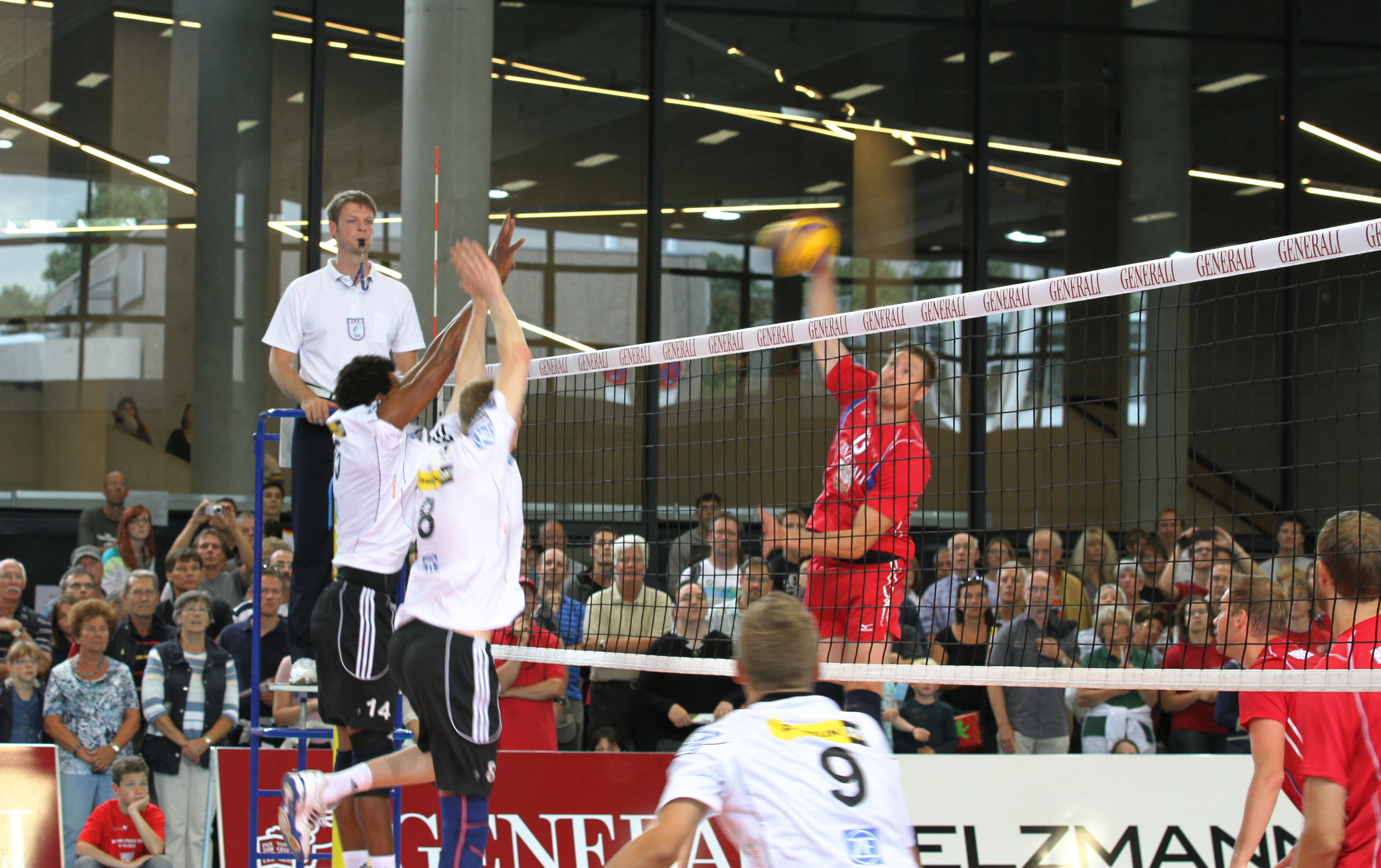
Haching greift gegen Friedrichshafen an. Testspiel zur Saisonvorbereitung im August 2012

Der TSV Unterhaching stieg im Jahr 2000 in die Bundesliga auf. Bereits in der zweiten Bundesligasaison 2001/02 wurde die Mannschaft deutscher Vizemeister. Im Viertelfinale der Saison 2004/05 musste sich Unterhaching nach einem engen Duell dem späteren Vizemeister evivo Düren geschlagen geben. In der Saison 2005/06 unterlagen die Hachinger dem späteren Meister VfB Friedrichshafen im Halbfinale und belegten den vierten Platz. Das gleiche Ergebnis gab es ein Jahr später. In der Saison 2007/08 schied die Mannschaft ebenfalls gegen Friedrichshafen nach zwei 1:3-Niederlagen im Halbfinale aus, konnte allerdings mit zwei Siegen gegen den Moerser SC den dritten Platz erringen. In der Saison 2008/09 gingen die Hachinger als Tabellenführer in die Playoffs und erreichten zum ersten Mal in ihrer Vereinsgeschichte das Playoff-Finale, wo sie in vier Spielen gegen Friedrichshafen unterlagen. In der Saison 2009/10 stand Generali Haching wieder gegen Friedrichshafen im Finale. Die vier Play-off-Spiele gingen 0:3, 1:3, 3:1, 2:3 aus.
In der folgenden Saison belegte Haching nach der Hauptrunde den zweiten Platz, punktgleich vor dem SCC Berlin, aber mit einem besseren Satzverhältnis. Im Halbfinale konnten sich allerdings die Berliner durchsetzen. In der Saison 2011/12 unterlag Haching im knappsten Playoff-Finale der jüngeren Bundesliga-Geschichte mit 2:3 Siegen dem neuen Meister Berlin Recycling Volleys. 2013 scheiterte die Mannschaft im Halbfinale am VfB Friedrichshafen. Das gleiche Ergebnis gab es in der Saison 2013/14.

### DVV-Pokal
In der Saison 2006/07 unterlagen die Hachinger im Viertelfinale dem späteren Sieger VfB Friedrichshafen. Im Achtelfinale 2007/08 besiegten sie den Aufsteiger VC Bad Dürrenberg/Spergau, verloren aber das Viertelfinale gegen die SG Eltmann und schieden somit aus. In der Saison 2008/09 erreichte die Mannschaft das Finale des DVV-Pokals und gewann am 8. März gegen den Moerser SC mit 3:1. In den beiden folgenden Spielzeiten konnte der Titel jeweils mit 3:2-Siegen im Finale gegen evivo Düren und den VfB Friedrichshafen erfolgreich verteidigt werden. 2012 unterlag Haching hingegen Friedrichshafen mit 0:3. 2013 gewann Haching erneut den Pokal durch einen 3:2-Sieg im Finale gegen den Moerser SC. Im Halbfinale der Saison 2013/14 schied der Titelverteidiger gegen Berlin aus.

### Europapokal
Beim Vorrundenturnier des CEV-Pokals in der Saison 2006/07 waren die Hachinger vom 5. bis 7. Januar 2007 Gastgeber. Sie gewannen gegen OK Budvanska Rivijera aus Montenegro und die Tschechen von Jihostroj České Budějovice jeweils 3:0, verloren aber dann das direkte Duell um den Gruppensieg gegen Tourcoing Lille Métropole und belegten hinter den Franzosen den zweiten Platz, der nicht zum Weiterkommen reichte. In der Saison 2007/08 spielten sie im gleichen Wettbewerb, der nun als Challenge Cup bezeichnet wurde. Gegen das serbische Team aus Kraljevo setzten sie sich im Entscheidungssatz durch. In der zweiten Runde verloren sie den „golden set“ gegen Aich/Dob aus Österreich. Als Bundesliga-Dritter nahmen die Hachinger auch 2008/09 am Challenge Cup teil. Sie bezwangen zunächst HAOK Mladost Zagreb und Dunaferr Dunaújváros und schieden schließlich im Achtelfinale gegen Arkasspor İzmir aus. Im CEV-Pokal 2009/10 schied der TSV Unterhaching bereits in der ersten Runde gegen AZS Częstochowa aus Polen aus.
2010/11 traten die Hachinger erstmals in der Champions League an. Hier trafen sie in der Vorrunde auf VK Zenit-Kasan, ZSKA Sofia und AS Cannes, wobei sie sich als Gruppenzweiter für die nächste Runde qualifizieren konnten und auf Jastrzębski Węgiel trafen. Das Hinspiel in heimischer Halle gewannen sie 3:1, jedoch verlor man das Rückspiel in Polen 1:3. Auch der nun fällige „Golden Set“ ging mit 15:9 an die polnischen Gastgeber, so dass Haching aus dem Wettbewerb ausschied. In der Champions League 2011/12 qualifizierte sich Haching als bester Gruppendritter für das Achtelfinale und schied dort gegen VK Lokomotiv Nowosibirsk mit 1:3 und 0:3 aus. In der Saison 2012/13 wurden die Hachinger in der Vorrunden-Gruppe mit Lube Macerata, ACH Volley Ljubljana und VC Euphony Asse-Lennik ebenfalls Dritter, was jedoch diesmal den Abstieg in den CEV-Pokal bedeutete; dort schied Haching im Golden Set der Challenge Round gegen Andreoli Latina aus. In der Saison 2013/14 starteten die Hachinger direkt im CEV-Pokal. Mit Siegen gegen Topvolley Antwerpen und CAI Teruel erreichten sie das Viertelfinale, in dem sie gegen Skra Bełchatów verloren.

### Rückzug 2014
Nachdem der Hauptsponsor Generali Deutschland angekündigt hatte, sein Engagement im Hachinger Volleyball zu beenden, suchte der Verein vergeblich nach neuen Geldgebern. Haching wollte weiterhin Spitzensport anbieten, fand aber keine ausreichende finanzielle Unterstützung mehr. Deshalb verkündete der Verein Ende Juli 2014 den Rückzug aus der Bundesliga.

### Hypo Tirol Alpenvolleys Haching 2017 bis 2020
Im Oktober 2016 verkündete die Volleyball-Bundesliga (VBL), dass zur Saison 2017/18 erstmals eine Wildcard für die höchste deutsche Spielklasse vergeben werde, um freie Startplätze in der Liga zu besetzen. Mit der Wildcard-Regel zeigten die Hachinger Interesse an einer Rückkehr. Um die Anforderungen erfüllen zu können, gingen sie eine Kooperation mit dem österreichischen Hypo Tirol Volleyballteam Innsbruck ein. Ab der Saison 2017/18 spielten die Hypo Tirol Alpenvolleys Haching in der Bundesliga. Nach dem Abbruch der Saison 2019/20 aufgrund der COVID-19-Pandemie wurde die Kooperation beendet.

### Bundesliga seit 2020

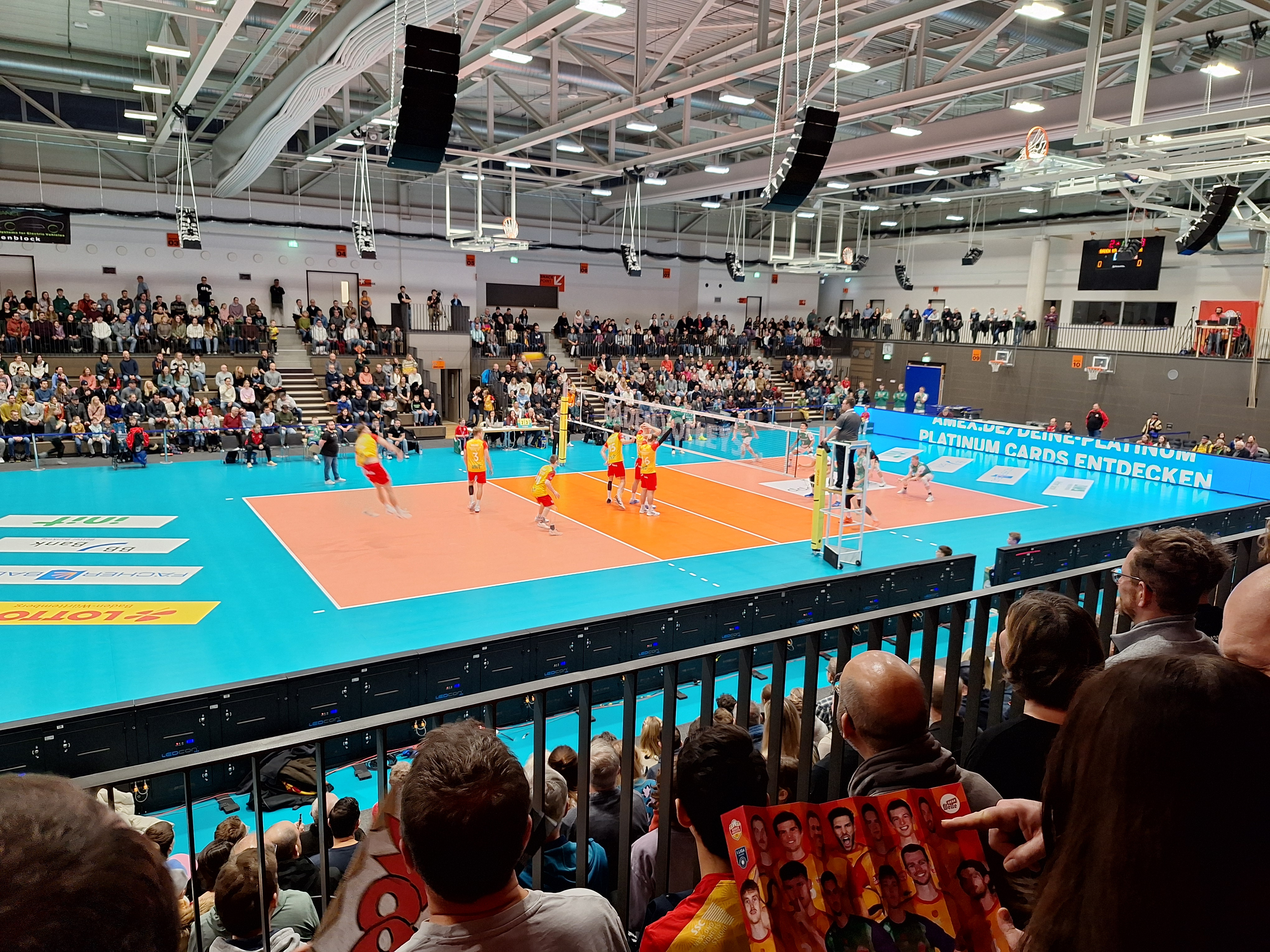
Auswärtsspiel des TSV Haching München gegen die Baden Volleys SSC Karlsruhe, 29. Dezember 2024.

Zur Saison 2020/21 kehrte der TSV Unterhaching wieder mit einem eigenen Team in die erste Bundesliga zurück. Die Hachinger belegten in der Saison mit einem Sieg in der Hauptrunde den letzten Tabellenplatz, blieben aber in der Liga, weil es wegen der Pandemie keine Absteiger gab. Im August 2021 verkündete der Verein eine neue Kooperation mit dem TSV 1860 München, weshalb er seit der Saison 2021/22 unter dem Namen TSV Haching München in der Bundesliga antritt. Wegen nur teilweise erfüllter Lizenzbedingungen traten die Hachinger dabei in der Saison 2021/22 nur in der Hauptrunde an und durften nicht an der Zwischenrunde und den Playoffs teilnehmen. Seit der Saison 2022/23 spielt der Verein über die gesamte Saison der Volleyball-Bundesliga.

## Volleyball Frauen
Seit der Saison 2022/23 tritt die Frauen-Mannschaft des TSV Unterhaching in der  2. Bundesliga Süd an und konnte sich in ihrer ersten Saison mit einem 8. Platz für die Saison 2023/24 qualifizieren.

## Handball
Der TSV Unterhaching und der SV-DJK Taufkirchen bilden seit 2017 eine Spielgemeinschaft im Hachinger Tal und treten seit 2018/19 unter dem Namen HT München auf. Der TSVU war 1998 Bayerischer Meister und Aufsteiger in die Handball-Regionalliga Süd, 2016 Bayerischer Pokalsieger und war damit auch zur Teilnahme am DHB-Amateur-Pokal qualifiziert. Die Frauen des SV-DJK wurden 1992, 2001 Bayerischer Meister und waren damit auch Aufsteiger in die drittklassige Regionalliga. Die Männermannschaft des TSV Unterhaching spielte zuletzt in der Handball-Bayernliga und das Frauenteam des SV-DJK Taufkirchen in der Landesliga Süd.

### Erfolge
TSV Unterhaching
| - 1998 Aufstieg in die Regionalliga Süd (3. Liga) - 1998 Bayerischer Meister (4. Liga) - 1997, 2000 Bayerischer Vizemeister (4. Liga) | - 2016 Bayerischer Pokalsieger - 1995 Aufstieg in die Bayernliga (4. Liga) - 1995 Südbayerischer Landesliga-Vizemeister |

### Spielgemeinschaft
Die Männer und Frauen des neu gegründeten HT-München waren ab der Saison 2018/19 zur Übernahme der Spartplätze in der Bayernliga wie auch in der Landesliga Süd berechtigt. 